# Мезриха
Мезриха — деревня в Слободском районе Кировской области в составе Ленинского сельского поселения.

## География
Находится на расстоянии примерно 6 км на юго-запад по прямой от поселка Вахруши.

## История
Известна с 1873 года как деревня Калининская или Мезриха, в которой учтено было 5 дворов и 38 жителей, в 1905 3 и 21, в 1926 6 и 22, в 1950 8 и 21. В 1989 было учтено 20 постоянных жителей. Настоящее название закрепилось с 1939 года. 

## Население
Постоянное население  составляло 14 человек (русские 100%) в 2002 году, 11 в 2010.